# João de Islay, 11.º Conde de Ross
João de Islay, Conde de Ross (ou John MacDonald) (1434–1503), quarto (e último) Lorde das Ilhas e Mac Domhnaill (chefe do Clã Donald), foi uma figura fundamental na Escócia medieval tardia : especificamente na luta pelo poder com Jaime Stuart, Jaime III da Escócia, nas regiões mais remotas do reino, anteriormente dominadas pelos nórdicos. Sua derrota neste conflito levou à rebelião contra João por seu filho ilegítimo, Angus Óg, resultando na derrota da frota de João na Batalha de Bloody Bay no início da década de 1480. Depois disso, e até sua morte em 1503, John permaneceu uma figura inconsequente, enquanto, até seu assassinato em 1490, Angus continuou a dominar os assuntos do Clã Donald. Em 1493, Jaime IV pôs fim ao Senhorio das Ilhas.

## Vida pregressa
João nasceu de Alexander de Islay, Conde de Ross e Senhor das Ilhas, e Elizabeth, filha de Alexander Seton, senhor de Gordon e Huntly . Ele sucedeu nos territórios de seu pai em 1449, quando ainda era menor de idade.

## Casamento
O casamento de João com Elizabeth Livingstone foi determinado pelos cálculos usuais de lucro e posição, assim como os de outras pessoas importantes da época. Havia uma diferença importante na aliança de João e Isabel: ele vinha de uma grande família de proprietários de terras, ela não. Elizabeth era filha de Sir James Livingstone, um político poderoso durante a menoridade de Jaime II, mas em uma sociedade conservadora e baseada na terra, uma figura sem importância duradoura. John, com muitos seguidores em seu encalço, por mais rico que fosse, sempre desejou mais terras. O poder de Sir James era puramente pessoal, e sua filha normalmente não seria considerada uma companheira adequada para o Senhor das Ilhas. Em vez de amar ou pelo menos respeitar Elizabeth, John passou a detestá-la.

## Rebelião contra o Rei

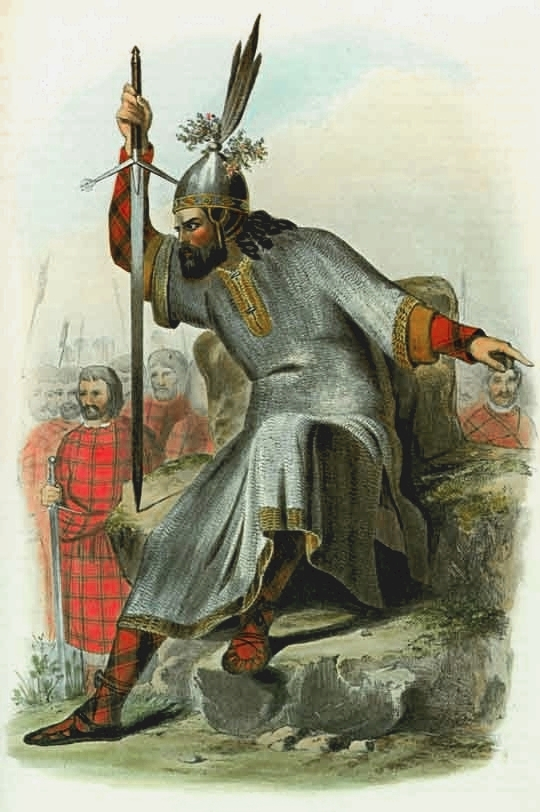
MacDonald, O Lorde das Ilhas – uma impressão romantizada de um ilustrador vitoriano

Logo após sua desgraça, Sir James refugiou-se com seu genro. João imediatamente se revoltou, tomando os castelos reais de Inverness, Urquhart e Ruthven, talvez menos para mostrar seu apoio aos Livingstones do que para lembrar ao rei seu próprio poder no norte.

## Tratados e Aliados
Esta revolta do Senhor das Ilhas ocorreu em um momento perigoso para o rei, que estava envolvido em uma guerra civil com o Conde de Douglas, o nobre mais poderoso do sul da Escócia. Ross e Douglas, juntamente com Alexander Lindsay, 4.º Conde de Crawford, formaram um vínculo "contra todos os homens, incluindo o rei". Isso foi visto como uma ameaça direta ao governo do rei. Se houve intenção de depor o Rei Jaime é uma questão em aberto. Ao saber do vínculo, o Rei James convidou o Conde de Douglas para Stirling em fevereiro de 1452 para resolver o assunto entre eles. Douglas se recusou a comparecer sem salvo-conduto sob o selo real, indicando que tinha sérias preocupações sobre sua segurança. Quando se conheceram, o Rei James exigiu que o conde rompesse o vínculo. O conde desafiou a ordem real e o rei, com a ajuda de vários dos seus companheiros mais próximos, matou-o. A maioria dos historiadores acredita que esse assassinato não foi planejado.
John demonstrou pouca preocupação com o destino de seu aliado, especialmente porque Jaime efetivamente fez vista grossa à ocupação dos castelos do norte. Suas relações com a coroa continuaram a melhorar e ele não fez nada para impedir a destruição final da casa de Douglas em 1455, obtendo até mesmo o título de algumas de suas propriedades fronteiriças. A morte repentina e inesperada de James em 1460 trouxe uma mudança precoce de direção. Logo após a ascensão de Jaime III, João recebeu uma proposta que o levaria à ruína.

## Ardtornish e Westminster

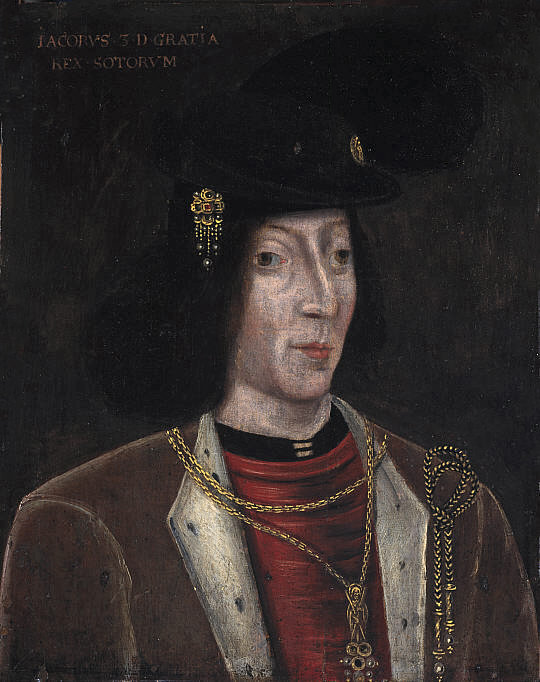
Jaime III da Escócia, cujo poder acabaria por eclipsar o dos Lordes das Ilhas

Até agora John tinha se saído muito bem. Ele desafiou o rei e sobreviveu. Ele estendeu seu poder e influência de Inverness até a fronteira inglesa. Se ele tivesse morrido naquele momento, ele poderia ser bem lembrado nos anais do Clã Donald. Mas agora ele deu um passo fatal, cujas consequências revelariam a fraqueza essencial de seu caráter. Na Inglaterra, os Yorkistas sob o comando de Eduardo IV expulsaram o lancastriano Henrique VI do país. Henrique refugiou-se na Escócia, onde foi bem recebido. Eduardo imediatamente enviou o conde exilado de Douglas, irmão do homem assassinado em Stirling, em uma missão diplomática às Ilhas. Na sua corte, no castelo de Ardtornish, João concordou em enviar seus plenipotenciários para Londres. Este foi um movimento perigoso, pois embora os antecessores de João tivessem contatos com os ingleses, eles nunca se comprometeram muito. Além disso, os ingleses nunca fizeram nenhuma tentativa real de ajudar o Senhorio quando este estava em dificuldades com a coroa da Escócia. Deveria ter ficado perfeitamente claro que Edward estava tentando criar uma distração. Infelizmente para o Lorde das Ilhas, não foi.
Em fevereiro de 1462, os representantes de João concluíram um acordo conhecido como Tratado de Westminster-Ardtornish, que previa nada menos que a conquista e a partição da Escócia. João concordou em prestar homenagem a Eduardo em troca de sua ajuda na obtenção de toda a Escócia ao norte do Forth. O tratado é um documento notavelmente vago, considerando os riscos que João estava preparado para correr. Não diz absolutamente nada sobre a natureza, escala e momento do suporte em inglês. Mas para Eduardo foi um golpe diplomático brilhante. Ele alcançou os resultados máximos com o mínimo de despesas, colocando apenas a isca necessária para criar um distúrbio político no norte da Escócia.
Mesmo antes do acordo ser concluído, os habitantes da ilha pegaram em armas, avançando para o leste sob o comando de Angus Og, filho ilegítimo de John. Mais uma vez, Inverness foi capturada e o povo do norte foi instruído a negar a autoridade de Jaime III. Além disso, não sabemos nada das escassas fontes contemporâneas, nem mesmo como essa rebelião foi controlada. Certamente teve o efeito desejado por Eduardo, pois o governo escocês, diante da rebelião no norte e com medo de ataques no sul, abandonou a conexão politicamente embaraçosa com Lancaster. John, provavelmente agora ciente de quão inútil o acordo de Westminster realmente era, recuou, declarando que sua apreensão da alfândega de Inverness havia sido ilegal. Nenhuma outra ação foi tomada contra ele – por enquanto.

## Angus Óg e Bloody Bay
Em meados da década de 1470, Eduardo, preparando-se para uma guerra com a França e ansioso por boas relações com a Escócia, finalmente revelou todos os termos do tratado de Westminster. João foi intimado perante o parlamento para responder por suas traições e, quando não compareceu, foi declarado culpado. Sem aliados, nem em casa nem no exterior, João não teve outra escolha a não ser fazer as pazes com o rei no verão de 1476. Considerando a extensão total de sua traição, muito maior do que aquela que destruiu os Border Douglases, ele foi tratado com relativa indulgência. Ele perdeu o condado de Ross – com a Ilha de Skye – bem como Knapdale e Kintyre, mas manteve o controle das Hébridas . Além disso, a designação de Senhor das Ilhas deveria, a partir daquele momento, ser concedida pela coroa, e não autoatribuída.
Mas John perdeu muito mais do que terras: ele perdeu prestígio e posição entre seus próprios parentes. O Senhorio sempre dependeu da expansão territorial para dar vida aos seus valores guerreiros; mas agora que estava se contraindo, todas as tensões latentes vieram à tona, encontrando expressão na pessoa de Angus Óg. Angus, de acordo com Hugh Macdonald, expulsou John tanto da liderança do clã quanto de sua própria casa, forçando-o a buscar abrigo sob um velho barco e precipitando uma amarga guerra civil. John conseguiu reunir seu próprio exército contra seu filho, e sua frota de galés encontrou as de Angus em algum momento no início da década de 1480 – não podemos ser mais precisos do que isso – na costa de Mull, a noroeste da atual cidade de Tobermory, uma área que depois seria conhecida como Bloody Bay. A Batalha de Bloody Bay foi uma vitória completa para Angus, que continuou a dominar os assuntos do Clã Donald até seu assassinato em 1490.

## Crepúsculo
O que aconteceu com John imediatamente após Bloody Bay é incerto, mas o historiador escocês Richard D. Oram observou que após a vitória de Angus, "John não foi mais capaz de desempenhar a função vital de manter a estabilidade no oeste e, à medida que as divisões se aprofundavam, a escrita estava na parede para o senhorio." Conforme registrado nos Anais de Loch Cé, seu filho, Angus Óg, foi assassinado por seu harpista irlandês, Diarmait MacCairbre, em 1490. Com a morte de Angus, John ressurgiu das sombras, mas sua “fraqueza de caráter e a ilegalidade de seus chefes” o levaram a conceder o senhorio das Ilhas ao seu sobrinho, Alexander Lochalsh. Alexandre tentou restabelecer o controle sobre o condado de Ross, mas foi derrotado pelos Mackenzies, uma importante família local, na Batalha do Parque . Em 1493, o Parlamento do Rei Jaime IV da Escócia finalmente pôs fim ao Senhorio independente das Ilhas, e João passou o resto da sua vida nas Terras Baixas como pensionista do rei. Ele morreu em Dundee em 1503 e acredita-se que tenha sido enterrado em Scone. Segundo a tradição, ele foi sepultado, a seu próprio pedido, no túmulo de Roberto II, seu ancestral real.
O golpe final veio em 1540, quando Jaime V anexou Islay e as outras ilhas à Coroa.

## Legado
É difícil saber o que fazer com John of the Isles, o homem que estava destinado a presidir a ruína de uma grande herança. Ele parece ter uma estranha combinação de qualidades, às vezes assertivo e arrogante, outras vezes fraco e submisso. Hugh Macdonald, o historiador do Clã Donald do século XVII, diz que ele era "um homem manso e modesto... e um estudioso mais apto para ser um clérigo do que para comandar tantas tribos irregulares de pessoas".
Sua esposa, Elizabeth Livingstone, acusou-o de tentar assassiná-la enquanto ela estava grávida. Ele começou seu governo como um leão e terminou como uma ovelha , tendo no processo alienado quase todos, incluindo os membros mais próximos de sua família.
Ele foi pai ilegítimo:
- João MacDonald
- Margaret MacDonald. Ela se casou com Kenneth Mackenzie, 8.º de Kintail, filho de Alexander Mackenzie, 7.º de Kintail e Anna Margaret Macdougall.
- Aonghas Óg Macdonald . Ele se casou com Lady Mary Campbell, filha de Colin Campbell, 1.º Conde de Argyll e Isabel Stewart. Ele foi assassinado em 1490.